# Lionheart (film)

Stiliserad titel på filmen

Lionheart är en amerikansk film av Sheldon Lettich från 1990 med Jean-Claude Van Damme i huvudrollen.

## Handling
Van Damme som spelar Lyon är främlingslegionär och nås av nyheten att hans bror är allvarligt skadad. Lyon tvingas desertera för att ta sig till sin bror i USA. Hans tuffa liv som soldat hjälper honom dit. En snabb bekantskap och gatulivet leder honom in i slagsmålsarenor där han snabbt avancerar och möter skickliga motståndare. Pengar han tjänat hjälper honom att ta sig till L.A. där hans bror finns. Brodern dör av sina allvarliga skador. Broderns familj lever ett hårt liv och Lyon gör vad han kan för att hjälpa dem.

## Om filmen
Alternativ titel på filmen är A.W.O.L - Absent Without Leave
Filmen är inspelad i Jean i Nevada samt i Los Angeles och New York. Den hade världspremiär i Argentina den 1 mars 1990 och svensk premiär den 23 juni 1991, åldersgränsen är 15 år.

## Rollista (urval)
- Jean-Claude Van Damme - Lyon Gaultier
- Deborah Rennard - Cynthia
- Harrison Page - Joshua
- Lisa Pelikan - Helene
- Ashley Johnson - Nicole
- Brian Thompson - Russell

## Musik i filmen
- Confiance, skriven och framförd av Rachid Taha
- You Should Have Stepped, skriven av Michael Wright
- Shadows at Midnight, skriven av Barry Goldberg och Derek Powers, framförd av Merry Clayton
- Fuertes Viven, skriven av Gil Karson och Sal Rodriguez, framförd av Sal Rodriguez och Bertha Oropeza
- Are You Ready for Me?, skriven av Marty Simon, Brian Greenway, Ken Tamplin och Lanny Cordola, frmförd av TCB
- Fight Fire with Fire, skriven av Christian Nesmith, David Chuchian och Tony Tasis, fram förd av Off
- Dodge City Blues, skriven av Christian Nesmith, David Chuchian och Tony Tasis, framförd av Off
- No Mercy, skriven och framförd av Bill Wray
- Fighting for My Life, skriven av Curt Cuomo, Guy Marshall och Elizabeth Vidal, framförd av TCB